# Jean-Pierre Melville
Pour les articles homonymes, voir Melville et Grumbach.
Jean-Pierre Melville est un réalisateur et scénariste français, né le 20 octobre 1917 dans le 9e arrondissement de Paris et mort le 2 août 1973 dans le 13e arrondissement de Paris.
Ses films, dominés par la solitude, l'échec et la mort, sont devenus, pour la plupart, des classiques du cinéma français, notamment les trois films qui forment une trilogie sur la France occupée (Le Silence de la mer, Léon Morin, prêtre et L'Armée des ombres) ainsi que les films Le Doulos, Le Deuxième Souffle, Le Samouraï, Le Cercle rouge et Un flic.
Son écriture et son style visuel, entre autres, ont inspiré de nombreux réalisateurs américains comme Quentin Tarantino, Martin Scorsese, Michael Mann ou encore Jim Jarmusch.

## Biographie

### Enfance
Jean-Pierre Melville naît le 20 octobre 1917 sous le nom de Jean-Pierre Grumbach, de Jules et Berthe Grumbach, famille juive alsacienne installée à Paris.
Abraham, son arrière-grand-père (Wittenheim, 1812 - Belfort, 1879)[réf. souhaitée], puis son grand-père Jacques (Belfort, 1841-1899)[réf. souhaitée], tenaient une boucherie à Belfort. À la mort de Jacques, sa veuve Pauline, fille d’un marchand de chevaux, a poursuivi l’activité de son mari. Arthur, l’aîné de Jacques et Pauline, a pris la suite, mais Jules (né à Belfort en 1875), l’autre fils, s’est lancé dans une carrière de négociant en gros de vêtements. Il a épousé Berthe, sa cousine germaine, et le couple s’est installé à Paris, rue de la Chaussée-d’Antin, et a donné naissance à quatre enfants : Jacques en 1902, Simone en 1904 (morte six ans plus tard), Janine en 1912 et Jean-Pierre en 1917.

### Intérêt précoce pour le cinéma
En vacances à Belfort, Jean-Pierre est tout petit garçon quand il découvre le cinéma dans une brasserie de la ville, La Grande Taverne.
En 1923, alors qu'il a 6 ans, ses parents lui offrent une caméra Pathé-Baby. Il commence à réaliser ses premiers films en filmant ses proches : ses parents, sa sœur Janine (1912-1978) et son grand frère Jacques (1902-1942). Il est par ailleurs le cousin de Michel Drach et de Nicole Stéphane, qui ont tous deux débuté avec lui.
Au lycée Condorcet, puis au lycée Michelet, il est un élève remuant, dissipé, passable. En 1933, à l'âge de 15 ans, il décide de devenir cinéaste après avoir assisté à la projection du film épique de Frank Lloyd : Cavalcade. Il se vanta d'avoir revu le film une centaine de fois. C'est là que naît sa passion du cinéma américain, qui l'influencera de manière capitale.

### Faits de guerre et premier long métrage
Durant la Seconde Guerre mondiale, il part rejoindre la France libre à Londres en 1942. C'est alors qu'il prend le pseudonyme de « Melville », en hommage à l'auteur de Moby-Dick, Herman Melville. Revenu en France, dans la région de Castres, il fait partie de la Résistance, puis participe au débarquement en Provence. Après la guerre, il demande une carte d'assistant metteur en scène qui lui est refusée. C'est en livrant assaut lors de la bataille de Monte Cassino qu'il se serait promis de monter ses propres studios s'il en réchappait.[à vérifier] Il devient son propre producteur et tourne un court métrage, Vingt-quatre heures de la vie d'un clown. En 1947, il économise, achète de la pellicule — au marché noir car, refusant d'adhérer au syndicat des réalisateurs, il ne pouvait obtenir de « bonnes pellicules »[réf. nécessaire] —, et réalise, dans des conditions très précaires, son premier long métrage : Le Silence de la mer, sans l'autorisation de l’auteur, Vercors. Ses méthodes de tournage sont avant l'heure celles de la Nouvelle Vague, ce qui lui vaudra l'appellation de « père » du mouvement, qu'il récusera plus tard.

### Carrière cinématographique
Longtemps perçu comme un intellectuel, en raison notamment de son adaptation très littéraire du Silence de la mer, au point de ressembler à Jean Cocteau[réf. nécessaire], le metteur en images tout désigné de ses Enfants terribles, il récusait ce terme, se percevant davantage comme un auteur[réf. nécessaire]. C'est dans cet état d'esprit qu'il tourne Bob le flambeur en 1955, une histoire tantôt truculente tantôt dramatique sur le milieu parisien.
En 1947, il a créé ses propres studios, les studios Jenner, dans le 13e arrondissement de Paris au 25 bis, rue Jenner, réinventant l'usage d'un entrepôt au-dessus duquel il vécut de 1953 à 1967, descendant même nuitamment préparer les plans du lendemain. Il y produit ses films jusqu'au 29 juin 1967, lorsqu'un incendie détruit les studios alors qu'il tourne Le Samouraï (1967). Obsessionnel, il persiste à rester dans ses studios, où il monte L'Armée des ombres (1969). En 1961, il avait travaillé avec Michel Mardore pour le producteur Georges de Beauregard à un projet intitulé Les Don Juans (avec Jean-Paul Belmondo et Anthony Perkins), qu'il avait abandonné au profit du Doulos (1962).
Après l'incendie de ses studios, il achète une maison à Tilly, dans les Yvelines, après en avoir visité plus d'une centaine en trois mois[réf. nécessaire]. Située en bordure des champs, elle lui permet de retrouver la solitude et les grands espaces dont il était friand.
Capable de se montrer aussi bien jovial que glacial, Jean-Pierre Melville se disputait souvent avec son entourage. Il s'est fâché avec un très grand nombre de ses collaborateurs. Entre autres anecdotes célèbres : sur le tournage de L'Aîné des Ferchaux (1963), Melville s'en prenait sans arrêt à Charles Vanel, à la suite de quoi, Jean-Paul Belmondo, qui ne supportait plus ces remontrances, arracha les lunettes et le chapeau de Melville, le poussa violemment pour qu'il tombe, puis quitta le plateau avec Vanel pour ne plus y revenir, ce qui posa de gros problèmes, ; durant tout le tournage de L'Armée des ombres (1969), Lino Ventura n’adressa plus la parole à Melville, ne communiquant avec lui que par assistant interposé ; Melville avait en effet déclaré à la presse que Ventura avait eu de très grandes difficultés à monter dans le wagon au début du film Le Deuxième Souffle (1966) ; en fait, le cinéaste avait caché à son acteur qu'il avait donné l'ordre d'augmenter la vitesse du train.
Pendant plusieurs années, Melville siégea à la Commission de classification des œuvres cinématographiques et pourchassa toute manifestation de la pornographie au cinéma. Il était avant tout un homme nostalgique, se définissant lui-même comme un « passéiste », tentant aussi de réinventer à l'écran les plus forts instants de sa vie privée, sans pour autant jamais faire du réalisme.
En 1970, il réalise Le Cercle rouge, qui reste son plus grand succès. Le film réunit 4 300 000 spectateurs, et est le cinquième film de l'année au box-office français. La critique dans son ensemble reconnaît un grand film.
Parfois tenaillé de tendances maniaco-dépressives, il fit ainsi construire une cabane en bois sur le plateau de son dernier film, Un flic, en 1971 et n'en sortait que pour diriger ses acteurs ou régler ses éclairages[réf. nécessaire]. Melville demanda aussi à Florence Moncorgé-Gabin, scripte sur le film, de porter une perruque, car il n'aimait pas la couleur d'origine de ses cheveux[réf. nécessaire].

### Mort

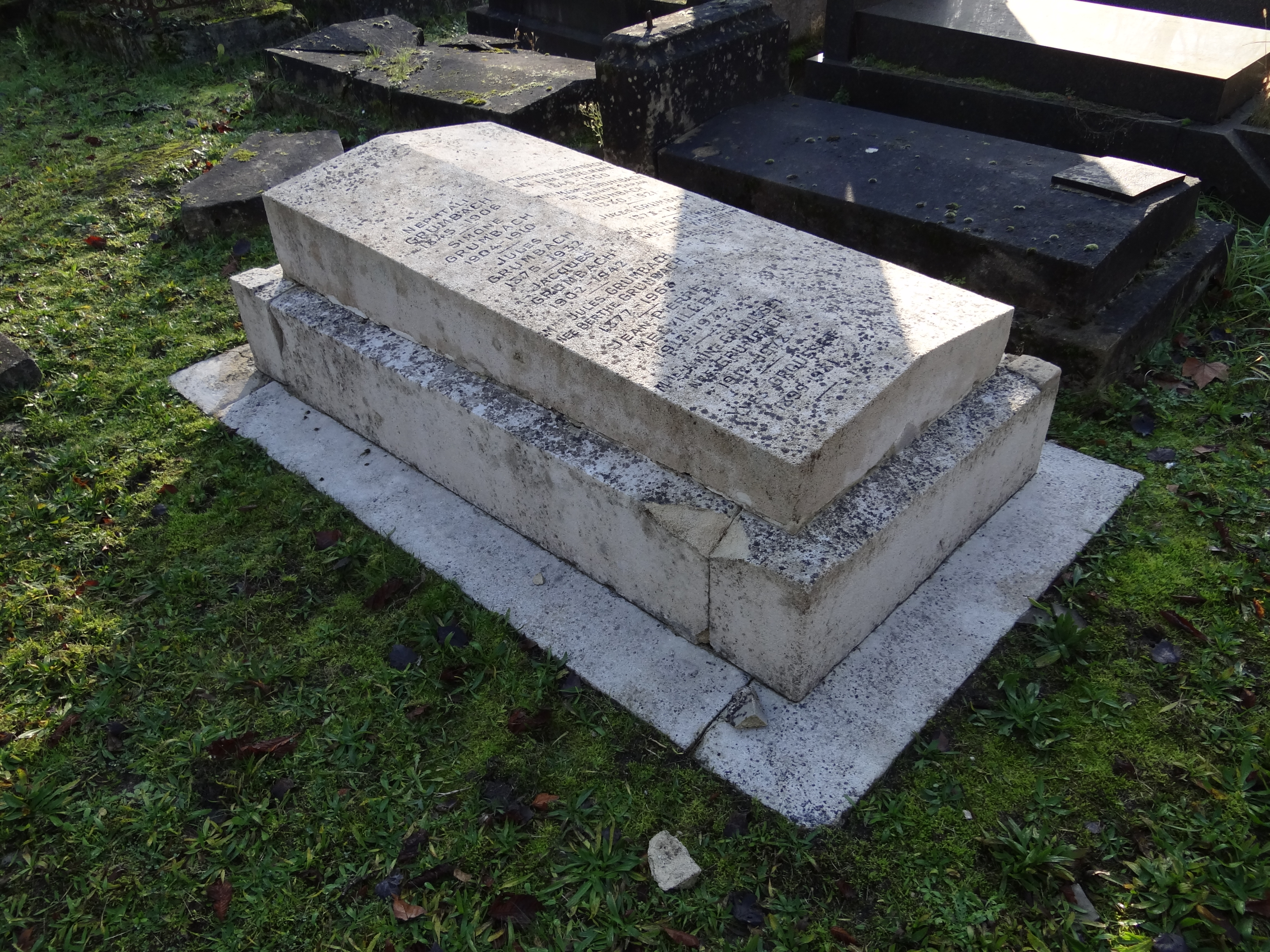
Tombe de Jean-Pierre Melville au cimetière parisien de Pantin (division 8).

L'échec relatif d'Un flic sorti en 1972 le toucha considérablement, selon le récit qu'en a fait son ami Philippe Labro dans Je connais gens de toutes sortes.
Il meurt peu de temps après, des suites d'une rupture d'anévrisme survenue dans le restaurant de l'hôtel PLM Saint-Jacques à Paris, alors qu'il travaillait à Contre-enquête, un film d'espionnage avec Yves Montand dans le rôle principal. Philippe Labro dînait avec lui ce soir-là. Il meurt à 55 ans, comme son arrière grand-père, son grand-père et son père, et a toujours été persuadé qu'il mourrait à cet âge.
Jean-Pierre Melville repose dans le caveau familial au cimetière parisien de Pantin (8e division).

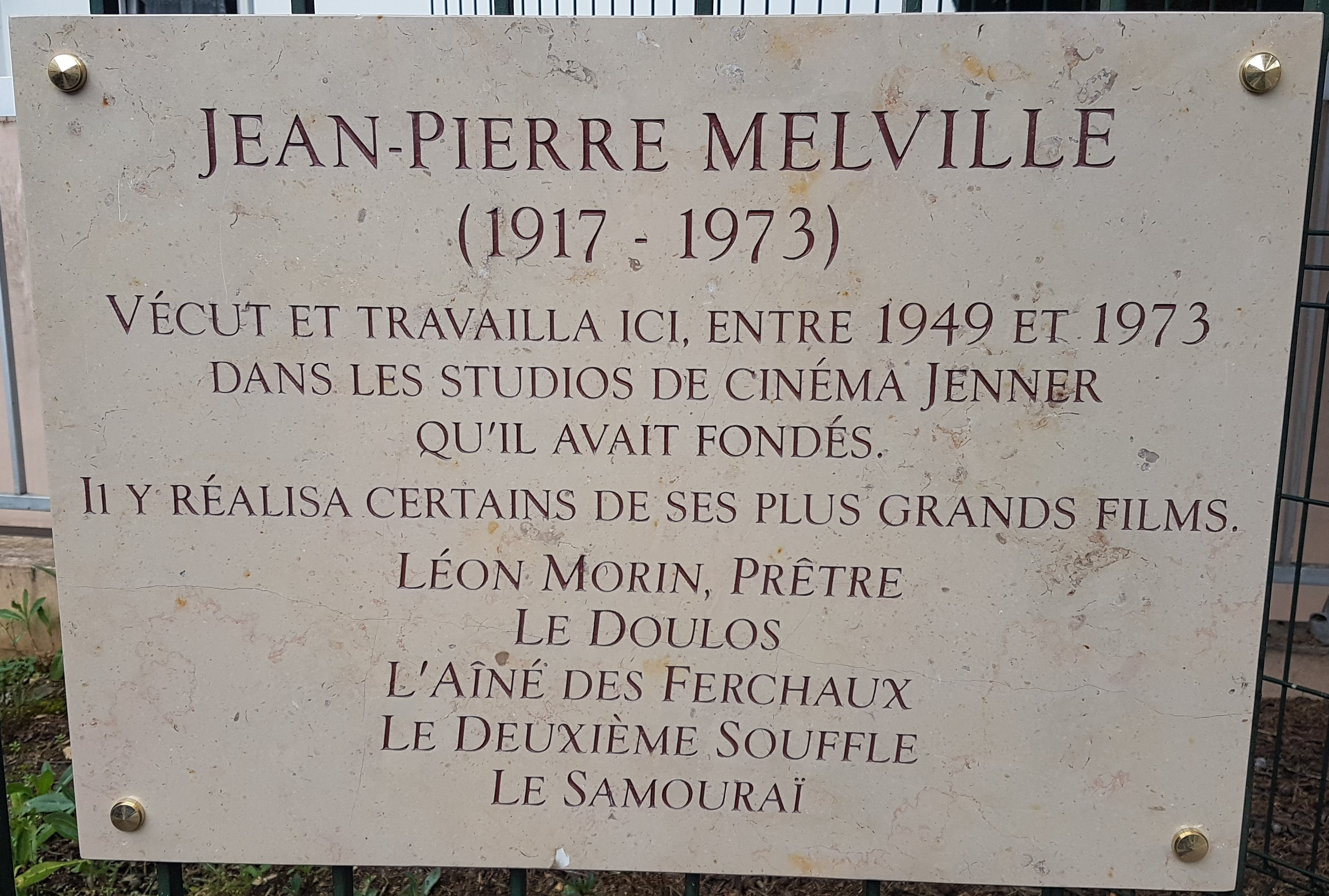
La plaque commémorative dévoilée rue Jenner en 2021.

Les bâtiments des studios de la rue Jenner ont été détruits pour faire place à des immeubles résidentiels. Depuis 2021, une plaque vient rappeler, au niveau du no 17 bis, la présence des studios et les films qui y ont été tournés.

## Style
Bertrand Tavernier dans son documentaire Voyage à travers le cinéma français (2016) vante le ton grave, sombre des films de Melville : il le connut personnellement, étant son assistant, avec Volker Schlöndorff, et son attaché de presse.
Philippe Labro définit ainsi l'esthétique de Melville à partir du Samouraï : « Est melvillien ce qui se conte dans la nuit, dans le bleu de la nuit, entre hommes de loi et hommes de désordre, à coups de regards et de gestes, de trahisons et d'amitiés données sans paroles, dans un luxe glacé qui n'exclut pas la tendresse, ou dans un anonymat grisâtre qui ne rejette pas la poésie. »

## Filmographie

### Réalisateur
- 1946 : Vingt-quatre heures de la vie d'un clown (court-métrage)
- 1947 : Le Silence de la mer
- 1950 : Les Enfants terribles
- 1953 : Quand tu liras cette lettre
- 1955 : Bob le flambeur
- 1959 : Deux hommes dans Manhattan
- 1961 : Léon Morin, prêtre
- 1962 : Le Doulos
- 1963 : L'Aîné des Ferchaux
- 1966 : Le Deuxième Souffle
- 1967 : Le Samouraï
- 1969 : L'Armée des ombres
- 1970 : Le Cercle rouge
- 1972 : Un flic

### Projets inaboutis
- 1948 : Bubu de Montparnasse, d'après le roman de Charles-Louis Philippe.
- 1950 : une biographie d’Arthur Rimbaud, avec Gérard Philipe en Rimbaud et Bernard Blier en Verlaine[15].
- 1961 : Les Don Juans, d'après le scénario original de Michel Mardore[16].
- 1973 : Contre-enquête, avec Yves Montand dans le rôle principal.

### Acteur
- 1948 : Les Drames du bois de Boulogne, court métrage de Jacques Loew
- 1950 : Orphée de Jean Cocteau : le gérant de l'hôtel
- 1950 : Le Château de verre de René Clément : le chauffeur de taxi
- 1952 : Au cœur de la Casbah de Pierre Cardinal, voix off
- 1957 : Amour de poche de Pierre Kast
- 1959 : Deux hommes dans Manhattan de Melville : Moreau
- 1960 : À bout de souffle de Jean-Luc Godard : Parvulesco
- 1960 : Le Petit Soldat de Jean-Luc Godard : l'homme du train
- 1962 : Le Signe du Lion d'Éric Rohmer
- 1962 : Le Combat dans l'île d'Alain Cavalier
- 1963 : Landru de Claude Chabrol : Georges Mandel
- 1977 (commencé en 1970) : Urgent ou à quoi bon exécuter des projets puisque le projet est en lui-même une jouissance suffisante de Gérard Courant

## Citation
« Le métier du cinéma n'est comparable à aucun autre. Il obéit aux lois qui régissent le «show business» mais tout le monde est d'accord pour reconnaître que personne ne connaît ces lois. Chaque film est un prototype. Une pièce de théâtre cesse d'en être une si elle dépasse la centième. L'effort de chaque représentation n'est plus fait en vain. Tandis que, pour toujours, l'effort de création, de tournage, de distribution et d'exploitation d'un film demeurera un risque total. C'est le métier le plus dangereux du monde. »

— Jean-Pierre Melville, entretien avec Michel Mardore

## Postérité
Parmi les remakes, emprunts et citations de l'œuvre de Melville, on peut citer :
- The Killer de John Woo, ainsi que Ghost Dog : La Voie du samouraï de Jim Jarmusch, sont parfois considérés comme des remakes du film Le Samouraï ;
- peu avant le tournage du film Les Infiltrés, Martin Scorsese diffusa à son équipe l'essentiel des « films d’hommes » de Jean-Pierre Melville ;
- Alain Corneau connut son premier grand succès en 1976 avec Police Python 357, film fortement melvillien ayant pour acteurs principaux Yves Montand et François Périer ; leurs personnages sont assez proches de ceux qu'ils interprétaient déjà dans Le Cercle rouge pour Yves Montand et dans Le Samouraï pour François Périer ;
- en 2007, Alain Corneau réalisa un remake du Deuxième Souffle, avec Daniel Auteuil et Michel Blanc ; la critique, dans son ensemble, n'a pas été favorable au film ;
- c’est Jean-Pierre Melville qui, dans Un flic en 1972, donna à Alain Delon pour la première fois le rôle d’un inspecteur de police ; Delon allait reprendre ce type de rôle, tant dans des films de cinéma (Flic Story, Pour la peau d'un flic, Parole de flic, Ne réveillez pas un flic qui dort) que dans des téléfilms (Fabio Montale et Frank Riva) ;
- le film Lucie Aubrac de Claude Berri (1997) s’est fortement inspiré de la froideur hivernale de L'Armée des ombres ;
- Quentin Tarantino cite souvent Le Doulos comme l'un de ses (très nombreux) films préférés ;
- les films Léon Morin, prêtre, Le Silence de la mer, Les Enfants terribles, L'Aîné des Ferchaux ont tous été refaits pour la télévision ; Jean-Paul Belmondo a joué dans les deux versions de ce dernier titre ;
- l'affiche du film Le Silencieux de Claude Pinoteau, en 1972, ressemble à celle de L’Armée des ombres sorti trois ans plus tôt ; les deux films avaient pour interprète principal Lino Ventura ;
- Le Samouraï reste le film le plus célèbre de Melville ; la publicité récupère régulièrement les motifs, les scènes et l'esthétique de ce film[réf. nécessaire] ;
- Johnnie To, réalisateur originaire de Hong Kong, a longtemps projeté de tourner un remake du Cercle rouge ;
- Alex Turner, chanteur du groupe de rock britannique Arctic Monkeys, s'est inspiré des films de Jean-Pierre Melville, notamment Le Cercle Rouge, Un Flic et Le Samouraï, pour écrire One Point Perspective sur l'album Tranquility Base Hotel & Casino en 2018.

### Documentaire
- Sous le nom de Melville (76 min), réalisé par Olivier Bohler en 2008, est le premier documentaire long métrage consacré à Jean-Pierre Melville depuis la mort de celui-ci. Il retrace le parcours de Melville pendant la Seconde Guerre mondiale et l'impact de cette expérience personnelle de la guerre et de la Résistance sur l'ensemble de son œuvre de cinéaste ainsi que, indirectement, sur celle de ses héritiers. Sous le nom de Melville comporte en effet des éléments d'entretiens avec des cinéastes comme Johnnie To ou Masahiro Kobayashi qui viennent éclairer a posteriori l'œuvre de J.-P. Melville.

#### Bases de données et dictionnaires
- Ressources relatives à l'audiovisuel :   - AllMovie
  - Allociné
  - Ciné-Ressources
  - Filmweb.pl
  - IMDb
  - Unifrance
- Ressources relatives aux beaux-arts :   - Museum of Modern Art
  - Union List of Artist Names
- Ressource relative au spectacle :   - L’Officiel des spectacles
- Ressource relative à plusieurs domaines :   - Radio France
- Ressource relative à la vie publique :   - base Léonore
- Ressource relative à la musique :   - Muziekweb
- Notices dans des dictionnaires ou encyclopédies généralistes :   - Britannica
  - Brockhaus
  - Den Store Danske Encyklopædi
  - Enciclopedia De Agostini
  - Gran Enciclopèdia Catalana
  - Hrvatska Enciklopedija
  - Larousse
  - Nationalencyklopedin
  - Munzinger
  - Store norske leksikon
  - Treccani
  - Universalis
  - Visuotinė lietuvių enciklopedija
- Notices d'autorité :   - VIAF
  - ISNI
  - BnF (données)
  - IdRef
  - LCCN
  - GND
  - Italie
  - Japon
  - CiNii
  - Espagne
  - Pays-Bas
  - Pologne
  - Israël
  - NUKAT
  - Australie
  - Norvège
  - Tchéquie
  - Lettonie